# Pavelh Ndzila
Pavelh Ndzila (Kongó, 1995. január 12. –)  kongói válogatott labdarúgókapus, az AC CNFF játékosa.
A kongói válogatott tagjaként részt vesz a 2015-ös afrikai nemzetek kupáján.